# NGC 745-1
NGC 745-1 في الفهرس العام الجديد، هي مجرة، تقع في كوكبة النهر. اكتشفت في 27 أكتوبر 1834 بواسطة جون هيرشل.

## روابط خارجية
- NGC 745-1 على موقع ويكي سكاي: DSS2, SDSS, GALEX, IRAS, Hydrogen α, X-Ray, Astrophoto, Sky Map, Articles and images